# Phagnalon pygmaeum
Phagnalon pygmaeum ist eine Pflanzenart aus der Familie der Korbblütengewächse (Asteraceae).

## Merkmale
Phagnalon pygmaeum ist ein ausdauernder Halbstrauch, der Wuchshöhen von 3 bis 15 Zentimetern erreicht. Die Blätter sind länglich-spatelig, flach, 1,5 bis 2,5 Zentimeter lang, kahl oder dicht filzig und ganzrandig. Die Blütenköpfchen sind kurz gestielt. Die Hüllblätter sind wenigreihig, lanzettlich, zugespitzt und bleich.
Die Blütezeit reicht von Juni bis Juli.
Die Chromosomenzahl beträgt 2n = 18.

## Vorkommen
Phagnalon pygmaeum ist auf Kreta in den Präfekturen Chania, Iraklio und Lasithi endemisch. Die Art wächst auf Felsen und Schutthalden in Höhenlagen von 1500 bis 2300 Metern.

## Taxonomie
Phagnalon pygmaeum wurde 1813 durch James Edward Smith in Fl. Graec. Prodr. 2, S. 173 als Conyza pumila erstbeschrieben. Der Name Conyza pumila war jedoch schon von Christian Hendrik Persoon 1807 für eine andere Art vergeben worden. Augustin-Pyrame de Candolle versetzte die Art 1836 in die Gattung Phagnalon als Phagnalon pumilum (Sm.) DC. Er hätte aber die Artbezeichnung vom nächstältesten Namen, von Conyza pygmaea Sieber übernehmen müssen. Diese Neukombination zu Phagnalon pygmaeum (Sieber) Greuterführte erstWerner Greuter 1975 in Colloque OPTIMA Crète, Guide Excurs.: S. 23 durch. Ein Synonym von Phagnalon pygmaeum (Sieber) Greuter ist Phagnalon pumilum (Sm.) DC. nom. illeg.

## Belege
1. 1 2 3 4 5  Ralf Jahn, Peter Schönfelder: Exkursionsflora für Kreta. Mit Beiträgen von Alfred Mayer und Martin Scheuerer. Eugen Ulmer, Stuttgart (Hohenheim) 1995, ISBN 3-8001-3478-0, S. 309.
2. ↑  Phagnalon pumilum bei Tropicos.org. In: IPCN Chromosome Reports. Missouri Botanical Garden, St. Louis
3. ↑  De Candolle: Prodromus systematis naturalis regni vegetabilis, vol. 5, S. 397, 1836.